# Maranhão Sobrinho
José Américo Augusto Olímpio Cavalcanti dos Albuquerques Maranhão Sobrinho (Barra do Corda, 20 de dezembro de 1879 — Manaus, 25 de dezembro de 1915) foi um escritor e jornalista brasileiro, fundador da Academia Maranhense de Letras.

## Biografia
Boêmio notório e de vida inteiramente desregrada, Maranhão Sobrinho "foi o mais considerável poeta do seu tempo, no extremo Norte, e o simbolista ortodoxo, o satanista por excelência do movimento naquela região", segundo o crítico Andrade Murici.
Criado em Barra do Corda, no interior do Maranhão, conta-se que quando criança era irrequieto, brincalhão e levado mesmo da breca, no dizer dos seus contemporâneos. Frequentou irregularmente os primeiros estudos no conceituado colégio do Dr. Isaac Martins, educador de excepcionais qualidades, ardoroso propagandista republicano e abolicionista.
Em 15 de agosto de 1899, com o auxílio paterno, embarcou para São Luís, onde no ano seguinte funda a "Oficina dos Novos" e matricula-se  com o nome de José Maranhão Sobrinho na antiga Escola Normal, em 1901, tendo para isso obtido a ajuda de uma pequena bolsa de estudo, naqueles tempos denominada pensão. Por motivo de se haver indisposto com alguns professores, em seguida abandonava o curso normal e, sem emprego, aos poucos entregou-se à vida boêmia.
Em 1903, impressionados com a vida boêmia que levava em São Luís, alguns amigos mais dedicados o embarcaram, quase à força, para Belém do Pará, na esperança de que ali mudasse de procedimento, trabalhasse e arranjasse meios de publicar seus livros.
Na capital paraense, colocou-se no jornal Notícias e passou a colaborar na tradicional Folha do Norte. Bem depressa, tornou-se popular nas rodas boêmias e nos meios intelectuais. Colaborou também em jornais e outras publicações de São Luís e de vários Estados, incluindo-se entre estas a Revista do Norte, de Antônio Lôbo e Alfredo Teixeira.
Em 1908 funda Academia Maranhense de Letras, unido à plêiade de escritores e poetas locais. Nisso transfere-se para a Amazônia onde, residindo em Manaus, passa a colaborar com a imprensa local e torna-se membro fundador da Academia Amazonense de Letras.
Sua vida sempre foi boêmia e desregrada, escrevendo seus versos em bares, mesas de botequim ou qualquer ambiente em que predominasse álcool, papel e tinta. Despreocupado pela sorte dos seus poemas, publicou seus livros em péssimas edições sem capricho ou conservação, aos cuidados de amigos e admiradores, deixando esparsa grande parte do que escreveu em jornais, revistas e folhas de cadernos de venda.
Novamente muda-se mas para Belém, onde conhece o poeta Carlos D. Fernandes, que havia sido amigo de Cruz e Sousa e pertencera ao grupo da revista Rosa-Cruz. Dois anos depois, de retorno a Manaus, lá fixa-se como funcionário público do Estado, onde vem a falecer em plena noite de natal, no dia 25 de dezembro de 1915, com apenas 36 anos de idade.
Em Barra da Corda, o seu nome é lembrado oficialmente em uma única praça e pela Academia Barra-Cordense de Letras.

## Estilo literário
A poesia de Maranhão Sobrinho é de fato colorida e fantasiosa, por vezes cheia de um resplendor de pedrarias, quando muito se revela satânica e, em alguns momentos, penetrada do amargor de Cruz e Sousa. "… É o representante mais completo da escola simbolista no Maranhão", diz Antônio Reis Carvalho, e de fato, segundo os críticos literários, é notória a influência dos poetas franceses Mallarmé, Verlaine e Baudelaire.
Na poesia de Maranhão Sobrinho a ideia é simbólica, o sentimento é romântico e a forma é parnasiana, afirma o literato Reis Carvalho.
Literariamente batizado na escola simbolista, Maranhão Sobrinho é conhecido pelos críticos e estudiosos de literatura como um dos três melhores poetas simbolistas brasileiros, ao lado de Cruz e Sousa e Alphonsus de Guimarães.

## Obras

### Poesia
- 1908 - Papéis Velhos… Roídos pela Traça do Símbolo
- 1909 - Estatuetas
- 1911 - Vitórias-Régias